# كلارا إدواردز
كلارا إدواردز (بالإنجليزية: Clara Edwards)‏ هي ملحنة أمريكية، ولدت في 17 أبريل 1880، وتوفيت في 17 يناير 1974.

## وصلات خارجية
- كلارا إدواردز على موقع ميوزك برينز (الإنجليزية)
- كلارا إدواردز على موقع ديسكوغز (الإنجليزية)